# Jelonik
Jelonik – potok górski w Sudetach Środkowych, w Górach Bystrzyckich, w woj. dolnośląskim
Górski potok o długości około 3 km, należący do zlewiska Morza Północnego, lewy dopływ Dzikiej Orlicy. Źródła kilku strumyków, które tworzą potok położone są na wysokości około 650 m n.p.m., na północno-zachodnim zboczu góry Bochniak, w Górach Bystrzyckich, na zachód od miejscowości Międzylesie. Strumyki potoku w górnym biegu spływają łagodnym zboczem przez las świerkowy. Po przekroczeniu granicy lasu strumyki łączą się tworząc zasadniczy potok. W dolnym biegu potok płynie dość głęboką rozległą doliną przez wieś Lesicę, gdzie na końcu wsi wpada do Dzikiej Orlicy na poziomie 520 m n.p.m. Koryto potoku w dolnym biegu kamieniste z małymi progami skalnymi. Zasadniczy kierunek biegu potoku – zachodni. Jest to potok górski zbierający wody z południowych i północnych zboczy doliny, położonej w południowo-wschodniej części Gór Bystrzyckich. Potok nieuregulowany, o wartkim prądzie wody. W okresach wzmożonych opadów i wiosennych roztopów nie stwarza zagrożenie powodziowego. Kilkakrotnie występował z brzegów podmywając przyległe pobocza drogi.
Największe szkody potok wyrządził w czasie powodzi 7 lipca 1997 roku.
Miejscowość, przez które przepływa
- Lesica

Ważniejsze dopływy
- dopływami potoku jest kilka małych strumieni bez nazwy.